# Comtat de Penthièvre
El comtat de Penthièvre -en bretó Penteür [pεnteyr] - fou una jurisdicció feudal de Bretanya, situat a l'est i sud de Saint-Brieuc a l'est del modern departament de Côtes-d'Armor. Formava amb el comtat de Goëlo un dels dos arxidiaconats de la diòcesi de Saint Brieuc. Les capitals històriques són Saint-Brieuc i Lamballe. Limitava amb el baix Gouët, el riu Arguenon, l'alt Lié al sud fins a La Chèze on tocava al territori del vescomtat de Porhoët (diòcesi de Saint Malo) i al vescomtat de Rohan al país anomenat Vannetais (Vannes). Els comtes de Penthièvre, cadets dels ducs de Bretanya, dominaven a més del Penthièvre, el comtat de Goëlo i el comtat de Guingamp, necròpolis familiar; al final de l'edat mitjana el comtat s'estenia per la major part del que avua dia és el departament de Côtes d'Armor.

## Història
El duc de Bretanya Alan III, net de Conan I, va constituir el territori de Penthièvre en comtat en benefici del seu germà gran Eon o Eudon (equivalent a Eudes o Odó), el 1035, a la mort del seu oncle Ricard I de Normandia i un any després de la mort d'Havoisa, la mare del duc (1034), que havia exercit la seva tutlea en nom del seu germà Ricard. Eon, alliberat de la mare i del seu oncle al que havia fet homenatge el 1033, confirmava amb aquest acte que no aspirava a ser un simple vassall del seu veí normand, tot i la sang normanda aportada per la seva mare. Nomenant al seu torn un vassall amb títol de comte mostrava la posició de duc igual a la de Normandia. A més el nomenament afavoria a la casa de Rennes (la de Alan III) que havia accedit al títol ducal, sobre territoris que abans depenien de les altres cases rivals de Bretanya, les del comtat de Léon, la del comtat de Cornualla i la del vescomtat de Dinan, tasca facilitada per l'erecció el 1032 de noves diòcesis: Trégor, segregada de Léon, i Saint Brieuc segregada d'Alet (Saint Malo) la tutoria dels quals seria pel comte de Penthièvre des de les residències de Guingamp i Lamballe (la capital).
Els comtes (Conan IV de Bretanya -dit el Negre o el Petit- i Constança) foren ducs de Bretanya de 1156 a 1201. El 1173, el marit de Constança, Geoffroi II de Bretanya, tercer fill del duc de Normandia i rei d'Anglaterra Enric II, va confiscar el comtat en la seva condició de duc de Bretanya per representació, consolidant així l'imperi Plantagenet. El 1185 en el marc de la reorganització operada, va citar Penthièvre com una de les nou baronies, el que obligava al comte a residir com els altres principals vassalls a la cort ducal deixant actuar en el territori a senescals nomenats pel duc; posteriorment però Geoffroi es va revoltar contra el rei d'Anglaterra.
Durant el govern de Pere I Mauclerc, que tenia per sobirà al rei de França, els comtes de Penthièvre van estar a l'origen d'una declaració d'independència de Bretanya que fracassarà. Ja uns anys abans s'havien revoltat quan per una estricta aplicació del dret de guàrdia, pere Mauclerc sota pretext de la minoria de l'hereu del comtat Enric, va retirar la tutoria al comte Conan de Léon, i va confiscar provisionalment el comtat deixant només a Enric el comtat de Goëlo i la senyoria d'Avaugour. El 1235, quan es va acostar la majoria del duc Joan i doncs el final de la influència del seu para Pere Mauclerc, els vassalls reunits es van aliar als del país de Léon sota la direcció de Guyomarch, fill del comte de Léon. Van demanar ajut al rei Lluís IX de França amb la declaració anomenada "Communes petitiones Britonum". Sufocada la revolta Per Mauclerc va privar definitivament a Enric d'Avaugour de l'herència del comtat i el va donar a la filla Iolanda fins que el 1272 el duc Joan I el va incorporar al ducat.
El 1318 el besnet de Joan I, Guiu de Penthièvre, pel seu matrimoni amb Joana d'Avaugour, descendent de la línia legítima, va annexionar temporalment el comtat de Goëlo al de Penthièvre, que li havia estat donat en assignació. Per matrimoni Joana de Penthièvre va aportar el comtat a la família de Châtillon-Blois el 1337. El 1363, Joana va aspirar al ducat de Bretanya en oposició de Joana de La Flamme en l'anomenada guerra de successió de Bretanya; tenia un feu prou important i poderós perquè Joan IV de Montfort li proposés la sobirania 
de tot el nord de Bretanya a canvi de la pau, proposta que Joana va refusar, allargant així la guerra fins al segon tractat de Guérande de 1381.
Els Penthièvre, com tots els grans vassalls bretons, tenien possessions a França, la principal el vescomtat de Llemotges. Això els permetia apel·lar les decisions ducals al Parlament de Paris on tenien suports. Així Joan II de Brosse, el marit de la descendent de Joana de Penthièvre, Nicolaua de Châtillon, es va oposar al duc Francesc II quan aquest va posar en practica per mitjà de Pierre Landais una política d'independència amb relació a França, política que molestava als feudals bretons perquè comportava una centralització del país. La crisi va esclatar el 1465 quan Joan II de Brosse va refusar allotjar al duc bretó que s'havia unit a la Lliga del Bé Públic contra Lluís XI de França. Això va comportar l'annexió del comtat al ducat.
La comtessa Nicolaua de Châtillon va vendre els seus drets a la successió de Bretanya el 1480 al rei de França Lluís XI, que tenia en virtut del primer tractat de Guérande de 1365 que li donava aquestos drets en cas d'hereu mascle de la casa de Montfort. A canvi el rei es comprometia a retornar el comtat de Penthièvre. Francesc II de Bretanya només tenia dues filles, incloent la futura Anna de Bretanya. Després de la conjuració de Montargis, la fronda va esclatar en cop d'estat el 25 de juny de 1485 portant al poder al mariscal de Rieux, futur gendre de Joan III de Brosse, però que va comportar una guerra acabada pel tractat del Verger, preludi a l'annexió de Bretanya.
El 23 de març de 1535, el tractat de Crémieu entre el rei de França Francesc I i Joan IV de Brosse ratificà l'accord de 1480, preparant la fusió del ducat de Bretanya dins el regne de França. El tractat no fou ratificat pel rei Enric II fins a la majoria de Joan i l'esgotament dels seus recursos el 1555. Joan no tenia posterioritat i sa germana Carlota va aportar Penthièvre per matrimoni al vescomte Francesc de Martigues, de la casa de Luxemburg.
Sebastià de Luxemburg, el seu fill, fou el cap del partit catòlic bretó contra els hugonots d'Andelot. Com agraiment per la seva conducta militar el rei va erigir Penthièvre en ducat pairia (1569). En aquest moment el ducat incloïa Lamballe, Moncontour, Guingamp i Bourbriac, el comtat de Plourhan o de La Rochesuart, l'illa de Bréhat, les terres i castellanies de Minibriac, Belle-Isle-en-Terre i Beaufort d'Ahouet, Le Pontneuf, els ports de Couesnon i Arguenon i les senyories de Cornualla, amb les seves dependències. El gendre de Sebastià (vescomte de Martigues) fou Felip Manel de Lorena duc de Mercoeur, entrant Penthièvre a la casa de Lorena. Felip Manel fou també un campió del catolicisme enfront del rei Enric IV de França, i va fomentar la secessió de Bretanya.
El ducat de Penthièvre fou transmès altre cop a un gendre per la filla de Felip Manel; va passar així a la casa d'Orleans. El 1657, Lamballe, Moncontour, Guingamp, Bourbriac i el Minibriac amb les seves dependpencies foren venuts i separats del ducat, pera i foren reintegrats el 1666. El darrer hereu fou Lluís Josep de Vendôme, mort el 1712 sense successió. El títol, terres i fortuna fou requisada el 1697 per Lluís Alexandre, darrer dels fills naturals de Lluís XIV i la marquesa de Montespan.

## Llista de comtes i ducs de Penthièvre

### Casa de Rennes
- 1035 - 1079: Eó o Odó (999 - 1079), fill de Geoffroi I duc de Bretanya. Casat amb Agnès, filla d'Alan Canhiart, comte de Cornualla
- 1079- 1093: Geoffroi I de Penthièvre (mort el 1093), fill
- 1093- 1120: Esteve I (1055 - 1137), germà. Casat amb Havoisa de Guingamp, fou el pare de Geoffroy II, que segueix, d'Alan el Negre, comte de Guingamp, casat amb Berta de Bretanya i pare de Conan el Negre, duc de Bretanya; i d'Enric de Trégor, casat amb Matilde de Vendôme, filla de Joan I de Vendôme, i pare d'Alain I, comte de Penthièvre, qui seguirà

Escut d'Enric II d'Avaugour (1205-1281)

- 1120- 1148: Geoffroi II de Penthièvre (mort el 1148), fill
- 1148- 1162: Rival·ló de Penthièvre (mort el 1162), fill
- 1148- 1164: Esteve II de Penthièvre (mort el 1164), germà
- 1164- 1177: Geoffroy III de Penthièvre (mort el 1177), nebot
- 1177- 1212: Alan de Penthièvre (1151 - 1212), cosí prim, net d'Esteve I. Casat amb Petronila de Beaumont.
- 1212- 1230: Enric II d'Avaugour (1205 - 1281), fill : Espoliat de fet del comtat de Penthièvre el 1214 pel duc de Bretanya Pere I Mauclerc, que el va donar a la seva filla Iolanda en ocasió del seu matrimoni amb Hug XI de Lusignan, comte de La Marche.

### Senyors d'Avaugour
- 1230-1267 : Alan II d'Avaugour (mort el després 1267), fill d'Enric II
- 1267 - 1301: Enric III d'Avaugour (1260 - 1301), fill
- 1301- 1334: Enric IV d'Avaugour (1280 - 1334), fill
- 1334- 1384: Joana de Penthièvre, neta

### Casa de Dreux
- 1230 - 1237: Pere I Mauclerc (1191 -1250), duc de Bretagne, fill de Robert II, comte de Dreux. Casat amb Alix de Thouars, duquessa de Bretanya, neta de Conan IV, duc de Bretanya
- 1237- 1272: Iolanda de Bretanya (1218 - 1272), filla:casada amb Hug XI de Lusignan
- 1272- 1286: Joan I el Roig (1217 - 1286), germà. Casat amb Blanca de Navarra
- 1286- 1305: Joan II de Bretanya (1240 - 1305), fill. Casat amb Beatriu d'Anglaterra
- 1305- 1312: Artur II de Bretanya (1262 - 1312), fill. Casat amb Maria, vescomtessa de Llemotges
- 1312- 1331: Guiu de Penthièvre (1287 - 1331), vescomte de Llemotges i comte de Penthièvre, fill. Casat amb Joana d'Avaugour (1300 - 1327), filla i hereva d'Enric IV d'Avaugour.
- 1331- 1384: Joana de Penthièvre (1319 - 1384), vescomtessa de Llemotges, comtessa de Penthièvre i d'Avaugour, filla:casada amb Carles de Blois-Châtillon (mort el 1364)

### Casa de Blois-Châtillon
- 1384 - 1404: Joan I de Châtillon (1340 - 1404), fill: casat amb Margarita de Clisson, filla d'Oliver V de Clisson
- 1404- 1433: Oliver de Châtillon (mort el 1433), fill
- 1433- 1454: Joan II de Châtillon (mort el 1454), germà
- 1454- 1479: Nicolaua de Châtillon (1424 -1479), neboda, filla de Carles de Châtillon i de Nicolaua de Vivionne:casada amb Joan II de Brosse (1423 - 1482), fill de Joan I de Brosse

### Casa de Brosse
- 1454 - 1482: Joan II de Brosse (1423 -1482),. Casat amb Nicolaua de Châtillon
- 1482- 1502: Joan III de Brosse (mort el 1502), fill. Casat amb Lluïsa de Laval
- 1502- 1525: Ramon de Brosse (mort el 1525, a la batalla de Pavia), fill. Casat amb Joana de Commines, filla de Felip de Commines
- 1525- 1566: Joan IV de Brosse (mort el 1566), fill

### Casa de Luxemburg
- 1566 - 1569: Sebastià de Luxemburg (mort el 1569), nebot, fill de Francesc de Luxemburg, vescomte de Martigues, i de Carlota de Brosse. Casat amb Maria de Beaucaire
- 1569- 1623: Maria de Luxemburg (1562 -1623):casada amb Felio Manel de Lorena (1558 -1602), duc de Mercoeur

### Casa de Lorena
- 1576 - 1602: Felip Manel de Lorena (1558 -1602), duc de Mercoeur i de Penthièvre. Casat amb Maria de Luxemburg (1562 -1623)
- 1602 - 1669: Francesca de Lorena (1592 -1669):casada amb Cèsar de Vendôme (1594 -1665)

### Casa de Borbó
Branca il·legítima de Vendôme (sorgida d'un bastard del rei Enric IV de França)
- 1608 - 1665: Cèsar de Vendôme (1594 -1665), casada amb Francesca de Lorena (1592 -1669)
- 1665- 1669: Lluís II de Vendôme (1612 -1669), casat amb Laura Mancini
- 1669- 1712: Lluís III Josep de Vendôme (1654 -1712)

. Casat amb Maria Anna de Condé (1678-1718)
Ducs de PenthièvreBranca il·legítima de Borbó (sorgida d'un bastard del rei Lluís XIV de França):
- 1697 - 1737: Lluís Alexandre (mort el 1737), comte de Tolosa (1681), duc de Penthièvre (1697), duc de Rambouillet (1711), bastard legitimat de Lluís XIV i de la marquesa de Montespan.
- 1737- 1793: Lluís Joan Maria (1725 -1793), fill, duc de Penthièvre i de Rambouillet.

Branca d'Orléans (sorgida de Felip de França, duc d'Orleans)
- Títol de la segona Restauració : 1820 - 1828: Carles d'Orleans (mort el 1828), quart fill de Lluís Felip I de França
- Títol de la monarquia de juliol: 1845 - 1848: Pere d'Orleans (1845 -1919), duc de Penthièvre, fill de Francesc d'Orleans (1818-1900) príncep de Joinville i de Francesca de Brasil.